# Martin Andresen
Martin Andresen (Kråkstad, 2 febbraio 1977) è un allenatore di calcio ed ex calciatore norvegese, di ruolo centrocampista.

## Carriera

### Club
Nei primi anni della sua carriera era un titolare delle nazionali giovanili norvegesi, e ha giocato nel Moss, nel Viking e dal 1995 al 1999 allo Stabæk. Nel 1999 si è trasferito in Inghilterra per giocare in Premier League con il Wimbledon FC, che lo ha pagato 1,8 milioni di sterline. La sua esperienza con la squadra londinese si è rivelata un insuccesso e dopo un breve prestito al Molde è ritornato allo Stabæk.
Nel 2003 è ritornato in Premier League, in prestito al Blackburn per giocare la seconda parte della stagione 2003-2004. A fine stagione è tornato un'altra volta allo Stabæk ma dopo una stagione complicata dagli infortuni la sua squadra è retrocessa in Adeccoligaen.
Andresen allora è passato al Brann per 1.310.000 £, diventando l'acquisto più costoso della storia della squadra di Bergen.
Andersen è diventato il capitano del Brann, con cui ha vinto anche un campionato norvegese.
Il 6 novembre 2007 viene ceduto al Vålerenga, dove è giocatore e assistente dell'allenatore Tor Ole Skullerud. Nel 2009, dopo il ritiro di quest'ultimo, Andersen è diventato il secondo giocatore-allenatore della Tippeligaen dopo Kjetil Rekdal, sempre con il Vålerenga, nel 2002.
Il 7 aprile 2011 è tornato a giocare a calcio nel Follo, mantenendo comunque il ruolo di tecnico del Vålerenga. Il 15 ottobre 2012, Andresen e il Vålerenga hanno comunicato la decisione di dividersi al termine della stagione in corso. Andresen scelse così di tornare a calcare i campi da calcio con la maglia dello Stabæk.
Tornò a calcare i campi da gioco a partire dal 18 agosto 2015, firmando un contratto con il Sandefjord.

### Nazionale
Ha esordito con la Norvegia il 15 agosto 2001 in un'amichevole contro la Turchia ed ha collezionato più di 40 presenze.

## Palmarès

### Giocatore

#### Club
- Coppa di Norvegia: 1

Stabæk: 1998
- Campionato norvegese: 1

Brann: 2007

#### Individuale
- Kniksen of the year: 1

2003
- Centrocampista dell'anno del campionato norvegese: 1

2003